# Luisa Spagnoli (miniserie televisiva)
Luisa Spagnoli è una miniserie televisiva italiana sulla vita della nota imprenditrice perugina, diretta da Lodovico Gasparini.

## Trama
Luisa è una sartina di Perugia dal carattere molto determinato, forte e sognatrice. Si innamora e poi sposa Annibale Spagnoli, un giovane musicante, il quale deve presto partire per il servizio militare. Mentre lui è sotto le armi, Luisa ha l'opportunità di acquistare una vecchia pasticceria grazie all'aiuto economico della cognata. Quando Annibale viene congedato, Luisa lo coinvolge totalmente nella nuova attività che comincia a dare frutto. Un giorno, mentre è in negozio, la donna viene importunata dallo spocchioso conte Icilio Sangiorgi che tornerà ancora ad insidiarla e, poiché lei gli tiene testa, comincia a spargere calunnie sui suoi prodotti e a farle perdere clienti. Le uniche ordinazioni importanti vengono da Francesco Buitoni, industriale pastaio, ed è a lui che si rivolge Luisa per proporre una società.
Nasce così la Perugina, arrivano i nuovi macchinari, crescono le commesse ma, mentre si espande il mercato, cresce anche l'ostilità delle industrie dolciarie concorrenti del nord e di conseguenza aumentano gli impegni che Luisa e Annibale devono assumersi. Viene così realizzato un grande stabilimento e vengono conquistati i mercati del centro-sud. Mentre i figli vengono mandati a vivere dalla zia, Annibale, allo scoppio della guerra, viene richiamato nell'esercito. Anche Giovanni, il giovane figlio di Francesco Buitoni, da poco nominato alla guida della società, parte per il fronte. Luisa, rimasta sola e aggiudicatasi la gara per rifornire l'esercito di tavolette di cioccolata, assume un personale tutto al femminile per far andare avanti i macchinari, creando anche un asilo e una nursery per consentire alle operaie di accudire i figli durante la giornata di lavoro. L'ingegner Cravero, il suo concorrente più agguerrito, usa però tutti i mezzi, anche i più sleali, per massacrare e surclassare la Perugina e così si aggiudica una successiva gara.
Luisa risponde agli attacchi della concorrenza con l'innovazione e con la creazione di nuovi prodotti: nascono così il cioccolatino "banana" e poi il Bacio Perugina. Annibale, a guerra finita, rientra molto provato e si allontana sempre più dagli affari della moglie. Anche Giovanni è rientrato, ha ripreso il suo posto nell'azienda e manifesta a Luisa un sentimento d'amore che lei inizialmente respinge. Cravero, intanto, tenta di acquistare una quota della società avvalendosi di un prestanome e si rivolge al conte Sangiorgi, il quale non perde occasione per calunniare Luisa; tanto più quando Luisa e Giovanni, si abbandonano alla reciproca attrazione e passione diventando amanti e la cosa gli giunge all'orecchio, ma né lui né Cravero riusciranno nei loro intenti.
Luisa, coadiuvata anche dai figli, si lancia in nuove campagne pubblicitarie, inventa nuovi prodotti tra cui la caramella Rossana, e apre una nuova attività con i filati d'angora confezionando accessori d'abbigliamento che all'inizio vengono inseriti come sorpresa nelle uova pasquali di cioccolata per poi rivolgersi al mercato della moda femminile. Mentre tutti i subdoli tentativi di Cravero di boicottarla falliscono e il conte Sangiorgi, ridotto in miseria, si adatta al matrimonio con una "plebea", Luisa, consapevole che la storia d'amore con Giovanni non può continuare a causa della differenza di età, convince quest'ultimo ad andare negli Stati Uniti per aprire una via commerciale con l'America. Quando Giovanni torna, trova Luisa molto malata: sarà lui ad accompagnarla a Parigi per tentare un difficile intervento chirurgico.

## Produzione

### Soggetto
La storia di Luisa Spagnoli, storica fondatrice dell'azienda tessile omonima e della pasticceria antesignana della fabbrica di cioccolatini Perugina, è tratta dal racconto Luisa Spagnoli di Maria Rita Parsi contenuto nel libro Le italiane (Castelvecchi Editore).

### Luoghi delle riprese
Le riprese sono state effettuate in Umbria, a Perugia e dintorni (Umbertide, Sant’Arcangelo di Magione, Cenerente e Corciano), e in Piemonte a Torino, in Valchiusella e a Vigliano Biellese, dove è stato ricreato lo stabilimento Perugina degli anni venti nella vecchia fabbrica Pettinatura Italiana. Alcune scene sono state girate a Torre Astura.

## Colonna sonora
La colonna sonora è composta da Paolo Vivaldi, eseguita dall'Orchestra Sinfonica Nazionale della Rai e pubblicata da Rai Com il 3 febbraio 2016.
1. Luisa Spagnoli – 2:35
2. Il valzer di Luisa – 1:34
3. Tema d'amore di Annibale e Luisa – 2:34
4. Tema d'amore di Giovanni e Luisa – 3:36
5. Il conte Icilio Sangiorgi – 2:06
6. Il mistero della bottega – 1:23
7. Leandro non ritratta – 1:55
8. La minaccia del conte Sangiorgi – 2:17
9. Luisa lascia i figli ad Assisi – 2:02
10. Tema di Buitoni e il padre – 2:09
11. La morte di Leandro – 3:33
12. La scoperta di Luisa – 2:10
13. Tema d'amore di Annibale e Luisa
(versione piano e viola) – 3:01

## Accoglienza
| N° | Titolo                    | Prima TV         | Ascolti        | Ascolti |
| N° | Titolo                    | Prima TV         | Telespettatori | Share   |
| -- | ------------------------- | ---------------- | -------------- | ------- |
| 1  | Luisa Spagnoli - 1ª parte | 1º febbraio 2016 | 7 012 000      | 26,7%   |
| 2  | Luisa Spagnoli - 2ª parte | 2 febbraio 2016  | 7 773 000      | 29,76%  |

## Riconoscimenti
- 2019 - Premio Cinearti La chioma di Berenice[12]
  - Migliori acconciature per la fiction ad Alberta Giuliani
  - Miglior trucco per la fiction a Laura Borzelli